# Auguste d'Espinassy
Auguste-Alexandre d'Espinassy ou Auguste d'Espinassy, né le 23 mars 1802 à Trévoux et mort le 2 juillet 1859 à Paris, est un peintre français.

## Biographie
Auguste Alexandre d'Espinassy de Fontanelle est le fils d'Antoine Joseph Marie d'Espinassy, général de brigade, et de Marie Guillemine Tholomé de Fontanelle.
Il épouse en novembre 1827, à la chapelle de l'ambassade du Royaume-Uni en France, l'honorable Louisa Anne Capell (1801-1842).
Élève de Jean-Baptiste Regnault, il est peintre de bataille et expose au Salon de 1842 à 1853.
Il meurt à son domicile de la rue Saint-Dominique à l'âge de 57 ans.

## Œuvres
- Combat d'Arlon, huile sur toile, 1,43 × 0,61 m, 1837, commandé par Louis-Philippe[4],[5] ;
- Combat de Marchiennes, huile sur toile, 1,44 × 0,61 m, 1838, commandé par Louis-Philippe[6],[7] ;
- La Mort de la Vierge (copie d'après Le Caravage), huile sur toile, 1843[8] ;
- Portrait en pied du roi (copie d'après Franz Xaver Winterhalter), 1843[9] ;
- Saint Vincent de Paul, huile sur toile, 2,26 × 1,62 m, 1851[10],[11] ;
- La Descente de croix, huile sur toile, 1852[12].

## Œuvres exposées aux Salons parisiens
- Commencement de la bataille de la Moskowa, le 7 septembre 1812 à huit heures du matin au Salon de 1842[13],[14],[15] ;
- Bataille de la Corogne, 16 janvier 1809 (en collaboration avec Théodore Jung) au Salon de 1844[13],[16] ;
- La bataille d'Oporto, 29 mars 1809, à neuf heures du matin (en collaboration avec Théodore Jung) au Salon de 1845[13],[17] ;
- Bataille d'Austerlitz, dix heures du matin au Salon de 1853[13],[18].